# Gomphodontosuchus
Gomphodontosuchus — вимерлий рід цинодонтів. Він був створений для опису виду Gomphodontosuchus brasiliensis.
Gomphodontosuchus brasiliensis був вперше зібраний у 1928 році Фрідріхом фон Хуене у формації Санта-Марія, геопарку Палеоррота, Бразилія.